# 新性能電車

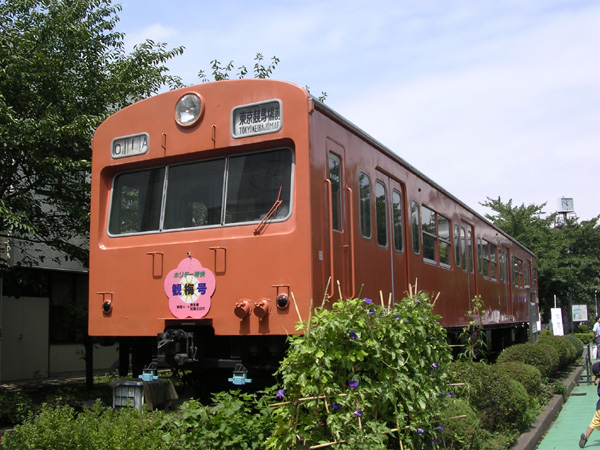
最初の新性能電車、101系｡ 国鉄大井工場製造の試作車クモハ101ｰ902

新性能電車（しんせいのうでんしゃ）とは、日本国有鉄道（国鉄）において、ひとつの主制御器で2両分8個の主電動機を制御し、カルダン駆動方式や電磁直通ブレーキ（または電気指令式ブレーキ）を採用する在来線電車全般を指す用語である。

## 概要
1957年（昭和32年）に開発された101系通勤形電車はカルダン駆動方式車の全電動車として設計を進めていたが、大量増備の必要性に起因する製造コストや変電所容量の問題、また当時のダイヤ構成では必要以上に性能が高くなることから、電動車と付随車の割合（MT比）を1:1として再設計された。カルダン駆動方式を先行して導入していた私鉄各社は『全電動車方式のカルダン車』を、吊り掛け駆動方式の電車（旧性能車）とは著しい性能差があることから『高性能車』としたのに対し、上記理由で「カルダン駆動車」の性能を抑制した国鉄の場合は、旧性能車と性能差を大きく変えなかったことから、『新性能車』（一部を除き発電ブレーキも採用）と呼称した。
ただし、後継の103系通勤形電車の計画にあたっては、カルダン式と吊り掛け式のコスト面の比較を行なった上で保守コストの低減が可能なことから前者が採用されており、当初から101系以後にもカルダン式を採用するという確然たる方針があったわけではない。このため、初期（1950年代 - 1960年代）の抵抗制御のカルダン駆動車のみならず、1970年代以降の電機子チョッパ制御車や界磁添加励磁制御車、さらにVVVFインバータ制御車などの省エネ・回生ブレーキ装備車も含まれる。
- 大手私鉄などで1950年代前半に竣工した、高度な設計・性能のカルダン駆動電車のことを、通常「高性能電車」と表現する。当時、国鉄や大手私鉄は急増した利用客を、既存の限られた施設でさばくための方策として、性能を高くした新設計の車両の製造に乗り出していた。すなわち、カルダン駆動かつ全電動車方式で編成を組み、高い加減速性能（と高速性能）を持たせて、列車の運転密度を向上しようとした。
- 国鉄も当初、全車電動車方式による「高性能」の追求を試みたが、現実には私鉄を遥かに上回る必要車両数と変電所容量の増加にかかる莫大なコストによる制約、また、当時のダイヤでは、全電動車による高加速よりもブレーキ性能向上による高減速のほうが輸送力増強（超高頻度運転）に有効であることが判明したことなどから、逆に減速度のほうを高くして、付随車を挟む方向となった。

こうした経緯の中で、国鉄の電車については「高性能電車」ではなく、「新性能電車」という用語が一般的に用いられるようになった。

## 分類

### 用途による分類
下記のような各タイプが、標準設計として大きな変更なく登場後長期にわたり用いられた。
通勤形
旧形のモハ72系を前身とし、101系（改称前は90系）を嚆矢として、より駅間の短い都市内輸送に特化した103系で形態としての完成を見たタイプ。切妻形のデザインで車体長19.5m、車体幅2.8 mで、側がまっすぐ立ち上がる形。客用扉は1.3 m幅の両開きで片側4扉。座席は扉間7人掛け、車端部3人掛けのロングシートで、中間車で座席定員54人。
近郊形
旧形のモハ70系の系譜で、交直流電車の401系・421系に始まり、直流の111系などにも広まったタイプ。車体幅を2.9 mとして裾を絞った断面形状であり、車体長は中間車で19.5 mである。通勤使用を考慮し70系同様のデッキなし片側3ドアとした上、1.3 m幅の両開き扉を採用した。座席配置はセミクロスシートで、中間車の場合、扉間は扉近く（戸袋部）の2人掛けロングシートに4人掛けボックスシートが4組挟まれ、車端部には3人掛けロングシートに4人掛けボックスシートが2組で、座席定員は76人、便所は付随車に設けられた。前面は貫通路を設けたデザイン。デッキの有無と扉配置以外の、車体断面、前面デザインなどは、先行していた下記の急行形から受け継いでいる。極寒地の北海道向け711系は1M方式の1M2Tを基本組成とし、急行列車での運用を考慮したデッキ付・2扉、座席もほとんどがボックスシートという構成で、他の新性能近郊形車両とは内容が大きく異る。
急行形
旧形のモハ80系の系譜で、153系（改称前は91系）に始まるタイプ。もともとは「中・長距離汎用」だったが、首都圏や京阪神・北九州地区の中距離電車にラッシュ対策として上記近郊形が投入され、以降「急行形」となった。車体幅を2.9 mとし、車両限界に合わせ裾を絞った断面形状としている。車体長は中間車で19.5 m、1.0 m幅片開き片側2扉で、客室の両端にデッキを設けたスタイル。また便所・洗面所を各車両の車端部に設置した。座席は普通車の場合、全席客車式の対面型クロスシート（いわゆる「ボックスシート」）とした。座席は横幅が広くなり、窓側の肘掛も設けられている。客用扉が1.0 m幅のため、中間車の定員は客車より4名少ない84名であり、車端部にデッキを背にした2人掛けの席があるが、この部分は戸袋となるため、窓も固定である。前面は特殊例の157系を除いて、併結運転の便を図って貫通路を設けたデザインである。派生形として修学旅行用電車（155系・159系・167系）がある。
特急形151系（改称前は20系、後の181系）に始まったタイプ。車体幅を2.95 mとし、床と屋根高さを極力低く抑え、裾だけでなく上部も絞った断面形状としている。車体長は中間車で20.0 mと長めにされ、70 cm幅片側1扉で、客室の一端にデッキを設けたスタイル。また便所・洗面所を各車両の車端部に設置した。普通車の座席は回転クロスシートとし、中間車の定員は72名、窓は完全空調を前提とした固定式である。なお、581系などの寝台電車はこれを基本とするが、寝台兼用のボックスシートを有するなど、構成が大きく異なる。北海道向けの781系は711系の1M方式を基本としながら、集電装置と変圧器を付随車に搭載した「M+TA方式」となった。
JR発足後は一般形という区分も登場した。東日本旅客鉄道（JR東日本）ではE231系に始まったタイプで通勤形と近郊形の形式上の区別を廃止し一般形電車に区分を統一した。以後登場したJR東日本の普通列車用車両は基本的に一般形に区分している。他のJR各社では現在でも普通列車用車両は基本的に通勤形と近郊形に車種を二分しているが、西日本旅客鉄道（JR西日本）125系は例外的にローカル線用の標準タイプとして一般形に区分されており、同じ一般形でも輸送力の差が大きく現れている。詳細は「一般形車両 (鉄道)」を参照。

### 電気方式による分類
電気方式によって、大きく次の3種に区分される。詳細はリンク先を参照。
直流電車
直流の電源によって走行する電車。国鉄・JRにおいては1500Vを用いる。
交直流電車
直流・交流電源のいずれによっても走行することができる電車。中でも交流において50Hz専用、60Hz専用、50・60Hz両用がある。
交流電車
交流電源によって走行する電車。ながらく北海道専用しかなく50Hz専用のみであったが、その後60Hz専用、50・60Hz両用もあらわれた。

## 新性能電車の歴史

### 初期の車両
1950年代、上述の通り急増した利用客をさばくための方策として、国鉄では新しい通勤形電車を計画、101系では軽量・高回転型のMT46A形主電動機を用いた全車電動車方式を採用し、高加速・高減速度による輸送力増強を追求しようとした。しかし現実には高価な電動車の比率が大きくなると製造コストがかかること、また電力使用量が多くなることによる変電設備面での制約などから付随車を挟む方向となった。（詳細は国鉄101系電車#計画の頓挫参照）。
また国鉄では旧形電車でも短距離通勤輸送の他、横須賀線などの中距離輸送、80系電車による東京-名古屋間などの長距離輸送も行なわれていたが、新性能電車は幹線全般の輸送にも用いられることになり、通勤形以外においても、MT46A形主電動機は、この他にも標準形として近郊形、急行形、特急形にも歯車比を変えて用いられた。
- 通勤形 - 101系
- 近郊形 - 交直流電車の401系・421系、直流用の111系
- 急行形 - 直流の153系、交直流の451系・471系
- 特急形 - 直流の151系

### 出力増強形
通勤形においては、全電動車による高加速よりもブレーキ性能向上による高減速のほうが輸送力増加に有効であることが判明したことで、定格回転数を下げ出力を10%増強したMT55形主電動機を用いて電動車と付随車が半々でも加速性能およびブレーキ性能を確保できるような設計とした103系が登場した。（詳細は国鉄103系電車#新形通勤電車の構想参照）。その後、大都市圏の利用客の増加はとどまることを知らず、低コストの103系が201系登場まで増備された。
近郊形、急行形、特急形もMT46A形主電動機を用いた形式は勾配線区で電動機の温度上昇などが問題になり、電動機出力を20%増強したMT54形を用いてそれ以外の基本設計を大きく変えない系列が製造された。また引き続き、抑速ブレーキを装備することなどで勾配線区使用により適応する形式を製造した。

## 新性能電車という表現

### 由来
「新性能電車」とは、「『高性能』ではないが、新しい性能（カルダン駆動電車）である」という苦しいニュアンスを含んだ用語として生まれたとされるのが一般的な説である。
ただし、例えば上記のような新性能電車の典型例とも言える国鉄103系電車であっても、それ以前の車両であるモハ72系電車に比して遥かに高性能であり、国鉄以外の多くの吊り掛け式通勤型電車と比した場合も同様である。そのため、上記の説とは異なる主張もある。
101系が登場した1957年当時、国鉄の列車は中距離程度の運転区間であっても、一部を除き機関車が客車を牽引する動力集中方式が主流であった。しかしモハ80系電車の登場以降、中距離および長距離の列車にも動力分散方式の電車が進出した。
編成全体の出力に加え、駆動軸が多く粘着特性が遥かによい電車は、たとえ旧型の吊り掛け式電車であっても、速達性においては機関車牽引の客車列車より遥かに高性能といえた。そのため、「新型電車を高性能と言うことは、従来の電車は低性能ということか」という議論が起こった。その結果、「新しい機軸を多数採用した電車」という意味で、国鉄の内部用語として生まれた、という説もある。
国鉄内部でこの議論が起こったのは、当時はまだ機関車の機関士が花形とされ、電車や気動車の運転士は近郊区間担当の下働きという従来の常識が根強く残りながらも、他方でそうした風潮が覆されつつあった時期で、両者の摩擦があったことも背景にあったと考えられる。

### 国鉄電車以外に対する用法
本来「新性能電車」とは国鉄電車のみに用いられる表現であるが、鉄道研究者やファンの中には、1950年代 - 1960年代の鉄道技術に関する考証等の中で、私鉄、地下鉄、路面電車のカルダン駆動電車をも指す用語として「新性能電車」の呼称を用いるケースが、しばしば見られる。
これは、単純に"高性能電車"、"カルダン駆動電車"の同義語として用いている場合がほとんどであるが、一部には意識的に"決して高性能ではなく、単にカルダン駆動方式を用いているだけの凡庸な性能水準の電車"を指す婉曲用語として用いている場合がある。
私鉄・地下鉄・路面電車においては、吊り掛け駆動車にも発電ブレーキや回生ブレーキを採用して高加減速を実現した車両があり、それらが必ずしも「低い性能」とはいえない一方で、営団1900形電車・西武601系電車の様に、モーターのみカルダン駆動である他は、（従来車との混結を考慮して）制御装置・ブレーキ・補助電源等がことごとく旧型車そのものであり、性能がさして向上していないというケースもあるからである。
一方、京阪80型電車や江ノ島鎌倉観光1000形電車のように「吊り掛け式でありながら性能的・機能的に初期のカルダン高性能車の多くを凌駕する性能の車両」の存在もあり、このため、私鉄も含めてカルダン駆動方式と電気制動併用の電磁直通ブレーキ（または電気指令式ブレーキ）を採用する車両を「新性能電車」と統一して定義する向きもある。
初期高性能車ではブレーキメーカー側の事情や在来車との併結の都合などからそのまま従来通りの自動空気ブレーキに発電ブレーキを連動させた事例が各社で存在しており、また東武8000系電車は運用状況を勘案し、踏面ブレーキに摩擦係数の大きなレジンシューを用いることで発電ブレーキを省略しつつ所要の高減速性能を確保している。
当初は全電動車方式による高性能電車を導入した私鉄においても、その後は大半が国鉄同様に経済性を配慮した設計に移行せざるを得なくなった。1960年前後を境に、大都市圏の大手私鉄などでは大量輸送対策による車両の大量増備の必要性から、地方私鉄ではモータリゼーションの高まりから、それぞれコストを意識した車両設計（付随車増加、発電ブレーキ省略等）に転換している（例として、全電動車方式の2200形から電動車・付随車同数の2400形へ通勤形電車の生産を移行させた小田急電鉄などがあげられる）。なお、電動車比率の低下には、中空軸平行カルダン駆動装置の開発やWN継手の小型化によって狭軌でも比較的大出力のモーターを台車上架装することが可能になったという技術面の進歩も関係している。
このためだけではないが、この定義は合理的かつ適切な区分とはなってない。